# シュド シュペル・カラベル
シュペル・カラベル（Super-Caravelle）はフランスのシュド・アビアシオンが開発を行なっていた超音速輸送機。実機は製造されていない。1962年にイギリスとの共同開発になり、コンコルドとして実用化された。

## 概要
短中距離向けの超音速輸送機として1960年に開発が開始されたものである。最大速度はマッハ2程度、航続距離は2,000-3,000km程度で乗客は70名クラスを想定していた。これはシュド・カラベルと似通ったコンセプトであり、これはエールフランスにとりヨーロッパやアフリカ域内での輸送に適したものであった。
機体デザインはデルタ翼機であり、コンコルドと同じくオージー翼形状であった。エンジンは主翼下に左右各1基ずつ装備する。離着陸時には、機首のごく一部が視界確保のため下向きに折れるようになっていた。
1961年にパリ航空ショーで発表されたが、開発費用の問題があった。1962年11月29日に似通った超音速輸送機の開発を行なっていたイギリスのブリストル社案（ブリストル 223）と統合された。これは機体サイズも拡大され、コンコルドとして実用化されることとなる。